# No, Virginia...
No, Virginia... es el primer álbum de compilaciones de la banda de dark cabaret The Dresden Dolls. Fue lanzado en Europa el 19 de mayo de 2008 y en Estados Unidos el 20 de mayo del mismo año. Es una obra complementaria al segundo álbum de estudio de la banda, Yes, Virginia..., y contiene canciones de sesiones de grabación que datan desde el 2003, además de otras canciones lanzadas en compilaciones. La cantante Amanda Palmer ha enfatizado en que las canciones no lanzadas en Yes, Virginia... fueron sacadas del álbum debido a problemas con el fluir del álbum y no con las canciones en sí mismas. Cinco canciones de No, Virginia... fueron grabadas con sean Slade en enero del 2008 en Mad Oak Studios. Las canciones fueron escritas años antes pero no habían sido grabadas hasta la sesión con Slade. Una de las canciones del álbum, The Kill, había estado disponible para escuchar en línea en el MySpace de la banda. 
El 4 de abril de 2008, la banda comenzó a aceptar pre-órdenes del álbum. Aquellos que lo pre-ordenaron directamente de la banda pudieron descargar una versión en vivo de «Glass Slipper» durante la semana en que se lanzó el álbum.

## Lista de canciones
1. "Dear Jenny" – 3:07
2. "Night Reconnaissance" – 3:56
3. "The Mouse and the Model" (demo) – 6:02
4. "Ultima Esperanza" – 4:33
5. "The Gardener" (Yes, Virginia... b-side) – 5:08
6. "Lonesome Organist Rapes Page-Turner" (Yes, Virginia... b-side) – 3:42
7. "Sorry Bunch" – 3:09
8. "Pretty in Pink" (The Psychedelic Furs cover) – 3:57
9. "The Kill" (Yes, Virginia... b-side) – 3:49
10. "The Sheep Song" – 3:59
11. "Boston" (Yes, Virginia... b-side) – 7:20

| Pre-order bonus tracks |                                                         |          |  |
| N.º                    | Título                                                  | Duración |  |
| 12.                    | «Glass Slipper» (live in St. Louis, 6 de enero de 2008) | 9:00     |  |

| Special Edition bonus tracks |                                                                     |          |  |
| N.º                          | Título                                                              | Duración |  |
| 12.                          | «Glass Slipper» (live in St. Louis, 6 de enero de 2008)             | 9:00     |  |
| 13.                          | «A Night at the Roses» ("Good Day" b-side)                          | 4:43     |  |
| 14.                          | «I Would for You» (Yes, Virginia... b-side, Jane's Addiction cover) | 4:33     |  |